# 南桑站
南桑站（日语：／ Naguwa eki */?）是位於山口縣岩國市美川町南桑字南桑，錦川鐵道的錦川清流線車站。

## 歷史
- 1960年（昭和35年）11月1日 - 日本國有鐵道（國鐵）岩日線開設此站。
  - 當時車站位於山口縣玖珂郡美川町（日语：美川町 (山口県)）大字南桑。
- 1987年（昭和62年）
  - 4月1日 - 伴隨國鐵分割民營化，車站由西日本旅客鐵道（JR西日本）營運。
  - 7月25日 - 由錦川鐵道接管岩日線[3]。
- 2006年（平成18年）3月20日 - 隨著岩國市（第二次）成立，車站地址變成現時的地址。

## 車站構造
車站是一座地面車站，設有1面1線的單式月台，錦町方向的列車會開啟左邊車門。
此站是無人車站，沒有車站大樓。月台上設有上蓋和候車室。月台靠近錦町一端設有出入口。此站沒有廁所、商店（包括自動販賣機）。

## 車站周邊
站前設有錦川流過，對面岸設有國道187號。站前設有南桑橋跨過錦川（斜拉橋）。
- 河鹿蛙棲生地 - 國家指定自然紀念物[7]（地區指定）
- 岩國市政廳美川分所南桑出張所
- 美川中學
- 美川小學
- 南桑郵局[8]
- 岩国警署南桑警官駐在所
- 河內神社
- 慈光寺
- 福成寺
- 東專寺
- 福田醫院
- 美川藥局（保險藥局）
- Sun Food

## 巴士路線
以下所有路線都是由岩國市生活交通巴士行走（路線資料截至2017年12月），並且班次較少，年尾年頭（12月31日～1月2日）暫停服務。
「上粕川」巴士站〔跨越南桑橋後的位置〕
美川地域內路線〔小鄉橋 - 上柏川 - 渡里橋（- 根笠站前 - 大正橋） - 本鄉口 - 柳瀨橋 - 錦町站 - 錦中學前〕 - 星期三暫停服務
佐手、押谷、奴田原線（福田醫院前 - 上柏川 - 根笠站前 - 大正橋 - 上押谷） - 除了假日外，只於星期三、六服務（1往返班次）
西谷、東谷、立木線（福田醫院前 - 上柏川 - 渡里橋 - 本鄉口 - 柳瀨橋 - 東谷 - 西谷） - 除了假日外，只於星期一、三服務（1往返班次）
豬之木屋、藤谷、天竺線（福田醫院前 - 上柏川 - 渡里橋 - 本鄉口 - 豬之木屋） - 除了假日外，只於星期二、六服務（1往返班次）
伊田川、瀧山、見錆線（福田醫院前 - 上柏川 - 若葉台 - 迫田橋 - 鄉之原 - 伊田川） - 除了假日外，只於星期二、六服務（1往返班次）
市原線（福田醫院前 - 上柏川 - 渡里橋 - 本鄉口 - 市原 - 周防尾崎） - 除了假日外，只於星期一、四服務（1往返班次）
小鄉線（若葉台 - 上柏川 - 下椋野 - 小鄉橋 - 美和苑前 - 鮎谷 - 丸久美和店） - 星期日與假日暫停服務（2至4往返班次）

## 圖庫

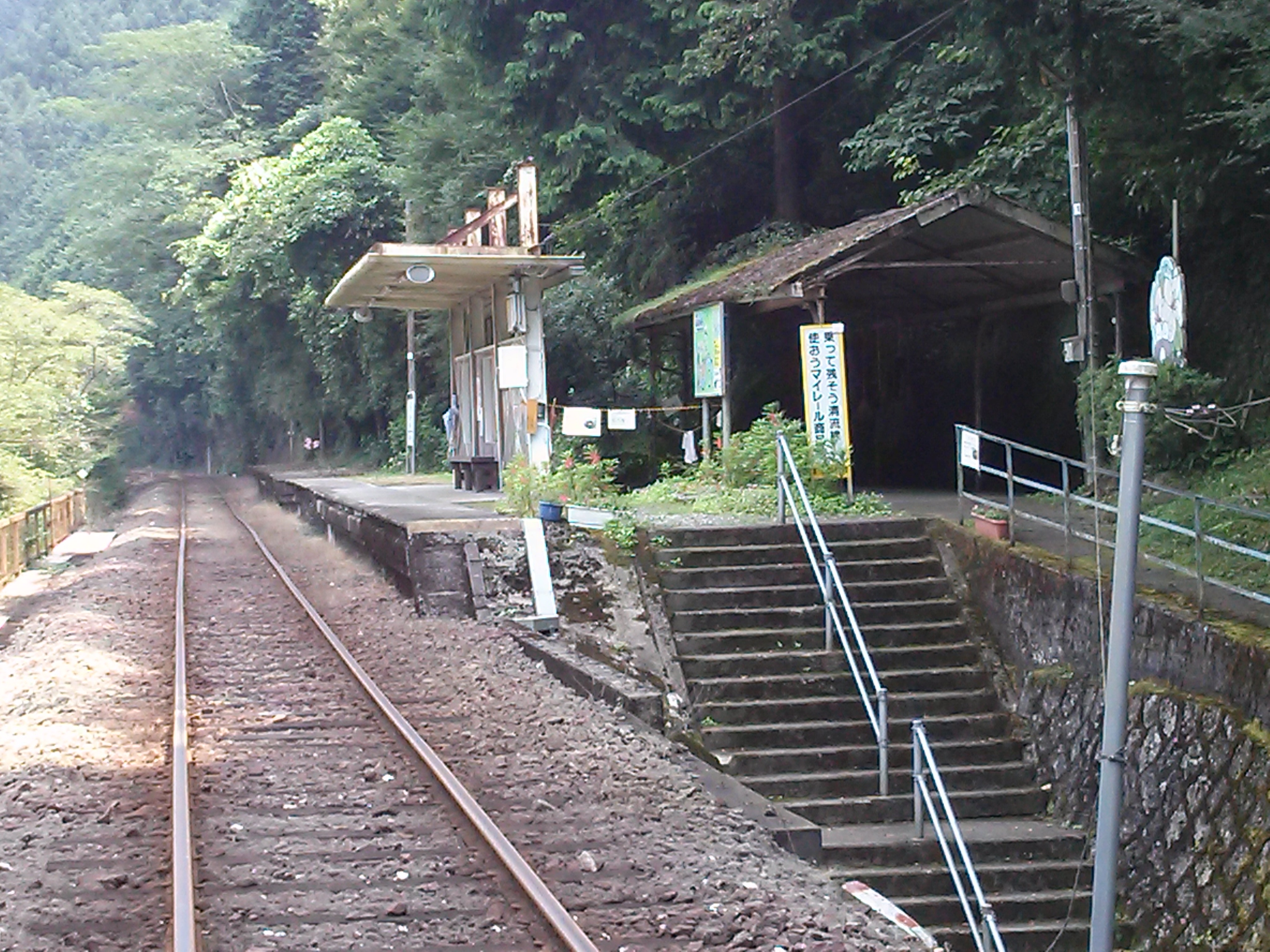
站內全景。
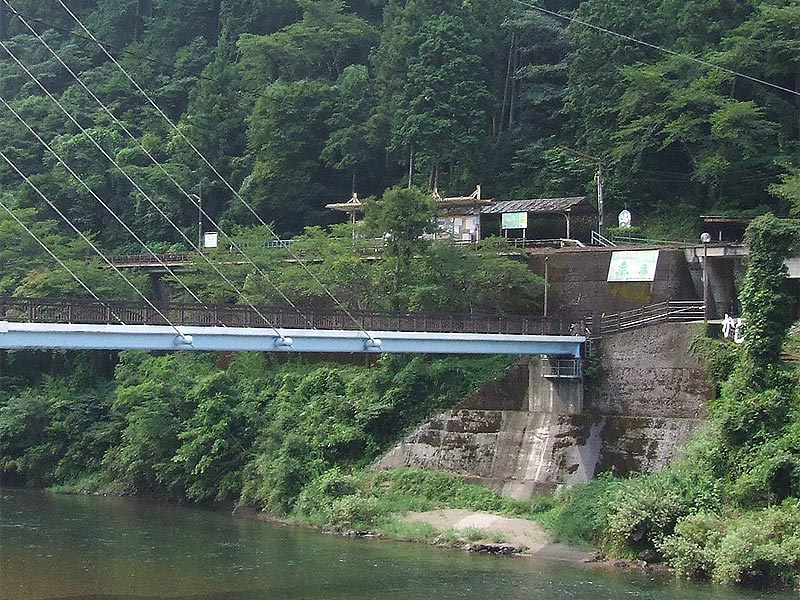
對面岸觀看車站全景。前方的橋是南桑橋
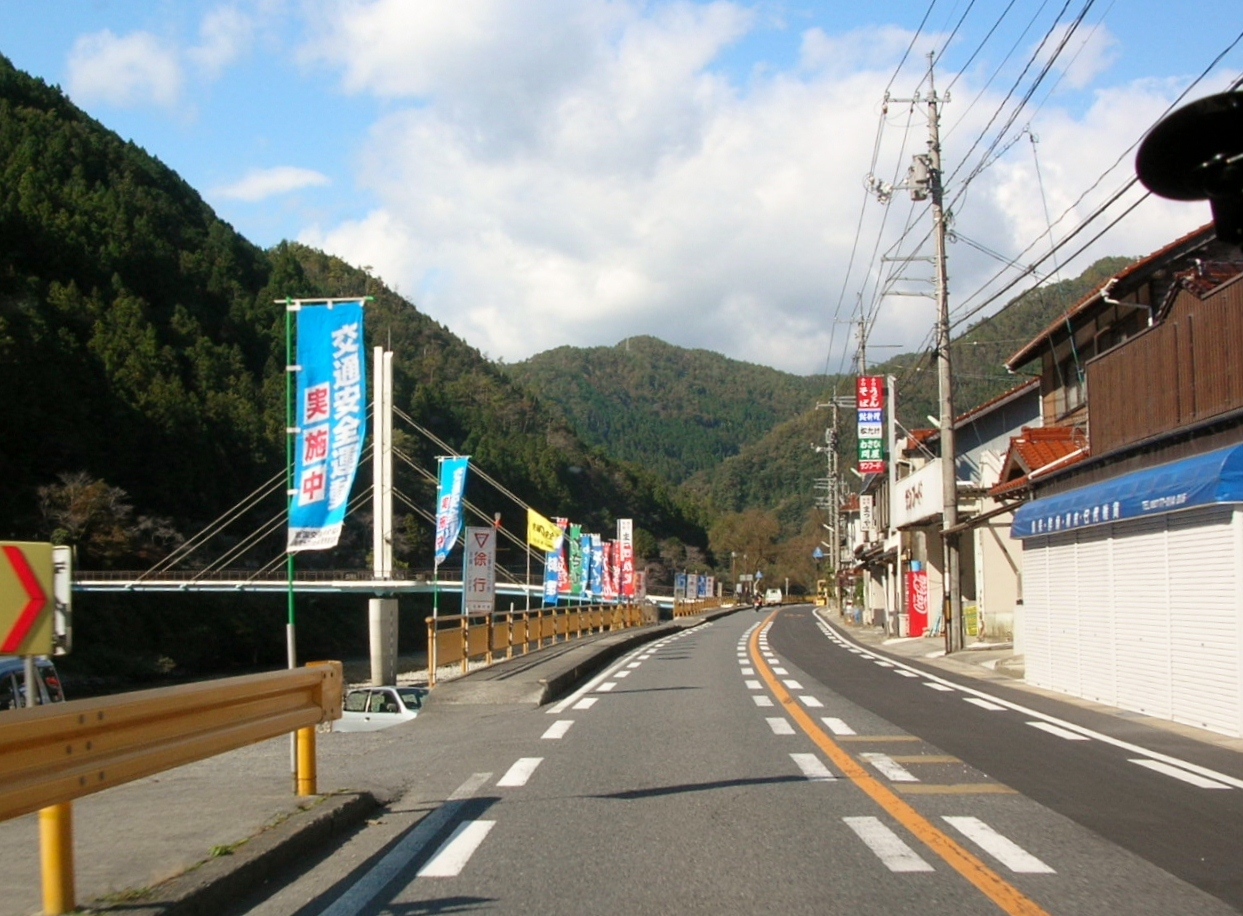
在車站對面岸的國道187號

## 相鄰車站
錦川鐵道
錦川清流線
椋野－南桑－（臨）清流見晴－根笠

## 注腳
1. ↑  .   [2021年4月20日]. （原始内容存档于2021年3月5日） （日语）.
2. 1 2 3 4  . 錦川鉄道.   [2018-01-02]. （原始内容存档于2018-01-15） （日语）.
3. ↑  . 鐵道雜誌（日语：鉄道ジャーナル） (鐵道雜誌社). 1987-07, 21 (8): 128–129 （日语）.
4. 1 2 3  Google Inc.  (地图). Google Inc. 2018-01-02  [2018-01-02].
5. ↑  Google Inc.  (地图). Google Inc. 2018-01-02  [2018-01-02].
6. 1 2  . goo地図.   [2018-01-02]. （原始内容存档于2021-05-25） （日语）.
7. ↑  . 山口県の文化財. 山口県.   [2018-01-02]. （原始内容存档于2021-05-25） （日语）.
8. ↑  . 日本郵政グループ.   [2018-01-02]. （原始内容存档于2021-05-25）.
9. ↑   (PDF). 岩国市. 2017-10-01  [2018-01-02]. （原始内容存档 (PDF)于2018-01-02） （日语）. →目次ページ
10. ↑   (PDF). 岩国市. 2017-03-04  [2018-01-02]. （原始内容 (PDF)存档于2017-12-08） （日语）.
11. ↑   (PDF). 岩国市. 2017-03-04  [2018-01-02]. （原始内容 (PDF)存档于2017-12-22） （日语）.

## 外部連結
- 錦川清流線各站介紹 南桑站 （页面存档备份，存于）（日語）（錦川鐵道）